# Tragopan de Hastings
Tragopan melanocephalus
Espèce
Statut de conservation UICN

 VU C2a(i) : Vulnérable
Statut CITES
Le Tragopan de Hastings (Tragopan melanocephalus) est une espèce d'oiseaux appartenant à la famille des Phasianidae. C'est une espèce monotypique

## Coloration de la bavette
La bavette déployée est bleu turquoise avec une barre centrale violette parsemée de points bleu turquoise et, sur chaque bord, des dessins rose carmin.

## Distribution
Il étendait jadis son aire le long de la vallée de l’Indus à travers l’Indou Kouch et la province de Hazara (nord du Pakistan), Jammu, Himachal Pradesh, Cachemire et Ladakh jusqu’à la frontière naturelle du Gange dans la région de Dehra Dun. Actuellement sa répartition est fragmentée en sept poches parfois très éloignées les unes des autres.

## Habitat
Il occupe un habitat et un étage différents en été et en hiver. En été, il fréquente les forêts d’épicéas Picea smythiana, de cèdres Cedrus deodarus et de chênes Quercus semicarpifolia de 2500 à 3 600 m. En hiver, il visite les forêts denses de conifères ou mixtes (bouleaux, rhododendrons), descendant à 1800 et même 1 350 m.

## Alimentation
Il se nourrit, au sol ou dans les arbres, de bourgeons et de jeunes feuilles de buis, bambou, chêne et troène mais il consomme aussi des baies, petits fruits, racines, glands, fleurs, insectes et leurs larves.

## Comportement non social
Il juche dans les arbres feuillus sempervirents lui offrant un épais couvert végétal. Doté d’un naturel farouche, il semble en permanence sur le qui-vive et à l’écoute des bruits de la forêt. Ainsi, il s’aventure rarement à découvert, répugnant à quitter la semi-obscurité protectrice de la forêt ombragée.

## Comportement social
Il n’y a aucune donnée, en milieu naturel ou en élevage, sur le système social de cette espèce mais on suppose qu’elle est monogame et que le mâle participe à l’élevage des jeunes.

## Parade nuptiale
En parade latérale, le mâle fait des allers et retours devant la femelle en abaissant l’aile du côté de la femelle, donnant l’impression qu’il se penche vers elle pour exhiber sa magnifique parure. Dans cette même attitude, il semble parfois picorer le sol mais c’est pour mieux mettre en valeur son plumage. Pendant ces démonstrations, la bavette et les cornes sont néanmoins déployées. En parade frontale, le mâle, caché derrière son rocher, ne laisse dépasser que la tête pour fixer la femelle du regard tout en secouant la tête. Ces secousses agitent ses cornes bleues et commencent à étendre sa bavette. Puis il déploie les ailes et la queue et entame une longue série de battements d’ailes tout en agitant la tête et émettre de brefs cliquetis. Soudain il se redresse fortement, siffle bruyamment comme un roulement de tambour et bombe le torse pour exhiber sa bavette complètement étalée et ses cornes parfaitement redressées. Il se rue alors sur la femelle, le plumage ébouriffé et les ailes abaissées, et l’accouplement se produit.

## Nidification
Peu de nids ont été trouvés dans la nature, Beebe (1918-22) ayant relaté le cas singulier d’un vieux nid de corbeau adopté par une femelle tragopan dans un épicéa à 12 m de hauteur puis selon Baker (1935), les nids peuvent être construits sur le sol à l’abri d’un buisson ou en hauteur dans les arbres.

## Statut, conservation
Fuller et Garson (2000) considèrent l’espèce comme vulnérable. En 2002, le  “Wildlife Division of the Forest Department” et le World Pheasant Association Inde ont entrepris un ambitieux projet de conservation in et ex situ, de quatre espèces de faisans dont le tragopan de Hastings en Himachal Pradesh. Quatre grands centres d’élevage de conservation ont été réalisés avec, comme objectif, des relâchés dans des aires déterminées par des études de terrain (Robbins & Corder 2004).